# Al Bahar
Al Bahar — парные башни-небоскрёбы, расположенные в Абу-Даби, ОАЭ.

## Общая информация
На данный момент в башнях Аль Бахар размещается штаб-квартира Инвестиционного Совета Абу Даби (ADIC). Общая офисная площадь зданий составляет 70 000 квадратных метров. Здания рассчитаны на 1000 сотрудников.

## Архитектурные особенности
Архитектура башен Аль-Бахар является сочетанием новых строительных технологий и традиционного арабского архитектурного стиля «машрабия», особенностью которого являются частые решётки на окнах со сложным узором.

## Инновации
Основной задачей архитекторов башен Аль-Бахар было обеспечить прохладу в офисных помещениях при условии 50-градусной жары за стенами здания без использования множества кондиционеров. Для этого был создан гигантский экранирующий фасад из более 1000 подвижных элементов, которые раскрываются и закрываются в течение дня в зависимости от положения солнца. Этот решётчатый фасад закрывает практически всю площадь стен обоих зданий, кроме северной их стороны. При этом подвижные решётки не только на 50 % сокращают поступление тепла в здания, но и обеспечивают его вентиляцию и уменьшают потребность в искусственном освещении.
Таким образом, небоскрёбы покрыты своего рода «кожей», состоящей из 2000 модулей-зонтиков, управляемых из единого центра.

## Награды
Башни Аль-Бахар были названы лучшими небоскребами 2012 года по версии Международного Совета по высотным зданиям и городской среде (CTBUH). Это первая премия, которую Совет присудил за новаторство архитектуры.